# 马拉加主教座堂
肉身成道聖瑪利亞聖殿主教座堂（西班牙語：Santa Iglesia Catedral Basílica de la Encarnación）是天主教馬拉加教區的主教座堂，位於西班牙南部安達盧西亞海濱城市馬拉加。
主教座堂使用文藝復興建築風格，已消失的原阿拉伯城牆內，興建於1528年到1782年。其北塔高達84米，使之成為安達盧西亞第二高的主教座堂，僅次於塞維利亞主教座堂。南塔尚未完成，因而獲得“獨臂女士”（“La Manquita”）的綽號。